# Revlummer
Revlummer (Lycopodium annotinum) är en växt i den botaniska divisionen lummerväxter.
Revlummern har två underarter i Sverige, dels huvudunderarten vanlig revlummer (Lycopodium annotinum ssp. annotinum) och dels underarten nordlummer (Lycopodium annotinum ssp. alpestre).

## Beskrivning
Plantans stam kan bli upp till en meter lång och kryper längs marken. Ifrån stammen sticker sen ett flertal 10 – 20 cm långa skott ut som står rakt upp. 
Reproduktionen genom sporerna är märklig. Normalt sover en spor underjordiskt. Eftersom den saknar klorofyll, livnär den sig parasitiskt som saprofyt.
Om en spor hamnar i ljuset bildas klorofyll, och sporen skiftar i grönt. Den kan leva så i flera år, och sväller till en knöl med könliga celler. Knölen kallas prothallium. Se figur 6 på lummerbilden här intill.
Insamlade sporer kallas nikt.

## Fridlysning
Alla lummerarter är numera fridlysta i hela landet mot uppgrävning, plockning med rötter samt plockning för försäljning. I Blekinge län gäller fullständigt plockningsförbud.

### Utbredningskartor
- Sverige (revlummer, SLU Artdatabanken)
- Sverige (vanlig revlummer, SLU Artdatabanken)
- Norden (historisk, föråldrad)
- Norra halvklotet (historisk, föråldrad)

## Biotop
Växtplats är huvudsakligen i barrskog.

## Etymologi
Annotinium betyder från i fjol. Därmed menas att revlummern är vintergrön.

## Bygdemål
| Namn      | Trakt         | Referens |
| --------- | ------------- | -------- |
|           |               |          |
| Björnris  | Svenskfinland | [ 3 ]    |
| Lit-tågor | Dalarna       | [ 4 ]    |